# 米洛斯拉夫·贝德纳日克
米洛斯拉夫·贝德纳日克（捷克語：Miloslav Bednařík，1965年1月30日—1989年6月16日），捷克男子射击运动员。他曾代表捷克斯洛伐克参加1988年夏季奥林匹克运动会射击比赛，获得多向飞碟银牌。